# Gasterellopsis silvicola
Gasterellopsis là một chi nấm trong họ Agaricaceae. Đây là chi đơn loài, chứa một loài Gasterellopsis silvicola.